# Robert II. de La Marck

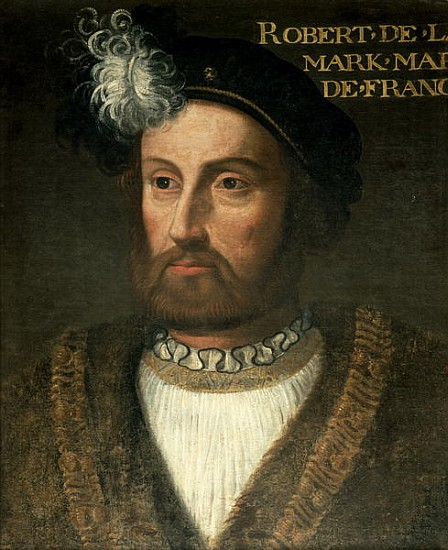
Porträt von Robert II de La Marck.

Robert II. de La Marck (* 1468; † Ende November 1536) war Gouverneur von Bouillon und Herr von Sedan.

## Leben
Robert II. wurde als Sohn Roberts I. de La Mark und Neffe des Grafen Wilhelm von der Mark geboren.
Er trat unter Ludwig XII. in die französische Armee ein und machte 1513 die Schlacht bei Novara mit. Später trat er zu Karl V. über. Er söhnte sich aber wieder mit Frankreich aus und fiel 1524 in Luxemburg ein, wurde jedoch nach der Schlacht bei Pavia von den Kaiserlichen vertrieben und erhielt erst 1526 seine Lande wieder.
Er starb Ende November 1536. Seine Nachfolge trat sein Sohn Robert III. an.
Erard de La Marck, der Kardinal von Bouillon, war sein Bruder.

## Familie
1491 heiratete er Catherine de Croÿ, Tochter des Philippe I. de Croÿ, comte de Chimay. Gemeinsam hatte das Paar drei Söhne, darunter: 
- Robert III. (* 1492/93; † 1536); ⚭ Guillemette de Sarrebruck
- Jean (1499–1560) ⚭ Helene von Bissipat-Falaise-Mazis
- Philippota († 1537) ⚭ Reinoud III. van Brederode